# Bruno Sammartino
Bruno Leopoldo Francesco Sammartino (Pizzoferrato, Abruzos; 6 de octubre de 1935-Pittsburgh, Pensilvania; 18 de abril de 2018) fue un luchador profesional italo-estadounidense, más conocido por su paso por la World Wrestling Federation / WWF (actual WWE), donde consiguió el reinado más largo como Campeón de la WWE (antes Campeón Mundial Peso Pesado de la WWWF) en la historia con 2803 días, así como el cuarto reinado más largo con 1237.
Fue dos veces campeón mundial al haber obtenido dos veces el Campeonato Mundial Peso Pesado de la WWF; además, poseyó dos reinados como Campeón Internacional en Parejas de la WWF, dos reinados como Campeón en Parejas de los Estados Unidos de la WWWF. En 2013, fue inducido al WWE Hall of Fame (Clase 2013). Además ganó el premio a la lucha del año de la Pro Wrestling Illustrated (PWI) en 5 ocasiones, un récord que luego fue batido por Shawn Michaels.

## Infancia
Sammartino fue el menor de siete hermanos y hermanas, aunque cuatro de sus hermanos murieron en Italia. Durante su infancia, la familia de Sammartino se escondía de soldados alemanes en una montaña llamada Valla Rocca, durante las últimas etapas de la Segunda Guerra Mundial. Durante este tiempo, la madre de Sammartino, Emilia, podría colarse en la ciudad de los alemanes para buscar alimentos y suministros. Durante esos viajes fue capturada y una vez le dispararon en el hombro. Finalmente, Sammartino se vio atrapado en una fiebre reumática, pero fue atendido por su madre con mantas calientes y sanguijuelas. En 1950, se fue a los Estados Unidos y se estableció en Pittsburgh, Pensilvania, donde su padre ya había vivido durante varios años.
Cuando Sammartino llegó a Estados Unidos, no hablaba inglés y estaba enfermo por las experiencias de supervivencia durante los años de guerra. Esto le convirtió en un blanco fácil para los matones en la escuela. Sammartino quería construirse a sí mismo físicamente y se dedicó al entrenamiento con pesas. Sammartino quería defenderse por lo que se inscribió en levantamiento de pesas
En la escuela Universidad se inscribió en una escuela de lucha libre, Siendo entrenado por Rex Peary.

## Carrera

### Inicios
Sammartino comenzó su carrera en la lucha libre profesional en 1959 y anunció el retiro en 1987. Sus finishers eran considerados como los más dolorosos del momentos, siendo los más famosos el Bearhug y Backbreaker. Durante su carrera, ha tenido enfrentamientos polémicos con los aficionados y los medios de comunicación han observado algunas peleas controversiales y serias con varios luchadores como Buddy Rogers, Hans Mortier, Ivan Koloff, Stan Stasiak, Larry Zbyszko, Freddie Blassie, Lou Albano, Spiros Arion, George Steele, los verdugos, Gorilla Monsoon, Bob Duncum, Nikolai Volkoff, hermanos Valiant, Waldo Von Erich, Bugsy McGraw, "Superstar" Billy Graham, Stan Hansen, Bruiser Brody, Tor Kamata, Ernie Ladd, Killer Kowalski, Ken Patera, Roddy Piper o Brutus Beefcake. Sammartino ha ganado numerosos títulos en diferentes promociones, incluyendo un Tag Team Match por los títulos de parejas con Billy Watson, en Toronto; en Estados Unidos un título de peso pesado, los títulos por parejas de Indianápolis con Dick, el rostro de la venganza, y el título de peso pesado del Consejo Mundial de la Lucha Libre de Norteamérica.

### Capitol Wrestling/ World Wide Wrestling Federation / World Wrestling Federation / WWE (1959-1988, 2013)

#### World Wide Wrestling Federation (1959-1974)
En 1959, debutó en la empresa americana de lucha libre: World Wide Wrestling Federation. En 1963 llegó el momento más importante de su gloriosa carrera. El 17 de mayo Bruno se encuentra en el Madison Square Garden de Nueva York para tratar de derrotar a su oponente, nada menos que el titular del WWWF Heavyweight Championship, Nature Boy Buddy Rogers. Bruno gana y se convierte en el nuevo campeón, después de un combate intenso, pero corto. La noche siguiente defendió el título con tanto entusiasmo y coraje, que no podía esperar otro luchador para probarse. Bruno fue el héroe de un hecho histórico al aferrarse al cinturón durante ocho años seguidos, algo nunca visto antes y que no se ha vuelto a ver. El punto de inflexión viene, sin embargo, en 1971 en el Madison Square Garden, cuando Iván Koloff sale triunfante de un combate contra él, convirtiéndose así en el nuevo campeón. Esta es una noche de gran humillación de Bruno, ya no es leyenda viva que había sido el día anterior. A partir de ese momento entre ambos empiezan una gran rivalidad que entrará en los anales de la lucha libre. Esta pugna dura hasta que Koloff es derrotado por Pedro Morales, quien se convirtió en el nuevo campeón y será capaz de mantener el cinturón durante unos tres años, hasta que entre en la escena Stan Stasiak. Este último, derrotando a Morales, se convierte en el nuevo campeón WWWF. Los tiempos de gloria para este combate va a durar muy poco, tan pronto como sea nueve días después, 10 de diciembre de 1973, Bruno Sammartino se enfrenta a él en un combate por el título, derrotándolo. Bruno se encuentra entonces en posesión del cinturón por segunda vez y se vio obligado a participar en muchos combates en los que demuestra un gran poderío y cualquier oponente se ve obligado a sucumbir a su poder. Es tan convincente y amado por inducir a las personas que lo llaman "la leyenda viviente." En este punto, Bruno presenta a dos atletas a los aficionados que se había entrenado en años anteriores: el caso de Larry Zbyszko y Arion Spiros. El primero se convierte en un icono de la lucha libre profesional, y también se las arregla para ganar el título de la etiqueta haciendo equipo con Tony Garea, derrotar a los leñadores del Yukón. Zbyszko, en este momento en su carrera, realmente quiere romper con los pasos de su maestro para evitar ser eclipsado por la figura de "mamut" de la lucha libre. Por lo tanto, trata de una pelea entre el maestro y el alumno, para alcanzar la cima en el Shea Stadium de Nueva York, donde Zbysco derrotó a Sammartino en un Steel Cage Match. Tras esto, Arion comienza a luchar como su compañero, pero él también, por una serie de episodios que tuvieron lugar irá en contra de su maestro. Arion se convierte en un luchador muy técnico en el WWWF y pelea en un par de ocasiones con Sammartino, adquiriendo una sólida reputación y una buena apreciación. En esta coyuntura, sin embargo, Arion está fuertemente influenciado por Freddie Blassie, que se las arregla para ponerle en contra de Bruno diciendo que estaba celoso y que no tenía confianza en él. Spiros, junto con el Jefe Jay Strongbow se enfrentó a Bruno Sammartino, pero no pudo llevarse el título.
como murió

#### World Wrestling Federation / WWE (1974-1988, 2013)
Durante este tiempo, Bruno, bajo buena
forma física, logró defender el Campeonato contra luchadores como: Iván Koloff, Cowboy Bob Duncum, Nicolai Volkoff, Stan Hansen, los hermanos Valiant, Waldo Von Erich. En 1976, a pesar de un mal momento de Bruno por una lesión de vértebra, tras sufrir un tendedero por Stan Hansen, logró recuperarse de dicha lesión rápidamente. Un año después, el 1 de mayo de 1977 en Filadelfia, Bruno fue derrotado por Sumisión por Billy Graham (luchador), que se convirtió en el nuevo campeón de WWWF. Después de esta derrota, Bruno mantuvo una buena forma física para luchar. En 1980 tuvo un feudo con Larry Zbyszko, de donde nació una disputa violenta que culminó con la derrota de Zbyszko en un Steel Cage Match. Unos años más tarde, entró en un feudo con Roddy Piper, Randy Savage y Adonis Adrian, de la que salió ganador.
Su carrera finalizó después de unos combates con su hijo David, cuando se retiró. No obstante, continuó en la empresa, convirtiéndose en el comentarista de la WWF durante varios años. Más tarde, debido a varios desacuerdos surgidos con Vince McMahon, debido a que McMahon estuvo usando a su hijo David Sammartino como (jobber) durante la década de los 80; que los luchadores de la WWF usaban esteroides y drogas ilícitas; y porque la empresa comenzó a utilizar cada vez más violencia e historias de contenido sexual. Así, decidió romper su relación con la empresa y abandonó permanentemente la WWF. Después de ello, Sammartino criticó, con su hijo David, a la WWF en varios programas y entrevistas. Después de más de 20 años, Sammartino volvió a la actual WWE, bajo el interés y la promesa de Triple H de que los luchadores de la empresa luchaban limpios de drogas y el producto que ofrecía la empresa era más familiar (TV PG).
En el 2013, Sammartino fue inducido al WWE Hall of Fame por Arnold Schwarzenegger. En ese mismo año, fue confirmado para hacer una aparición como personaje jugable en el juego WWE 2K14.

## Vida personal
Sammartino estuvo casado con su esposa Carol desde 1959 hasta su muerte en 2018 y tuvieron tres hijos juntos, David, y gemelos fraternos, Danny y Darryl. También son abuelos de cuatro nietos. Él y su esposa vivían en Ross Township, condado de Allegheny, Pensilvania, cerca de Pittsburgh desde 1965 en adelante. En 1998, dijo que se había distanciado de David desde que se retiró de la lucha contra los deseos de David como equipo.
El 24 de marzo de 2007, Sammartino recibió la Llave de la Ciudad en Franklin, Pensilvania, como parte de Night of Legends 3 de IWC. El 6 de abril de 2013, recibió la Llave de la Ciudad en Jersey City, Nueva Jersey. El 17 de mayo de 2013 fue declarado "Día de Bruno Sammartino" en el Condado de Allegheny, Pensilvania. En 2013, Sammartino apareció como uno de los miembros de la Junta de Gobernadores en el 69 ° Desfile Anual del Día de la Hispanidad televisado a nivel nacional .

### Fallecimiento
Sammartino se sometió a una cirugía de corazón en 2011. Murió el 18 de abril de 2018, a la edad de 82 años después de haber sido hospitalizado durante dos meses. WWE honró su vida con un saludo de diez campanadas antes de un show en Ciudad del Cabo más tarde ese día. El alcalde Bill Peduto lo recordaba como "uno de los mejores embajadores que la ciudad de Pittsburgh haya tenido".

## Campeonatos y logros
- World Wide Wrestling Alliance
  - Hall of Fame (Clase de 2008)

- Wrestling Observer Newsletter awards
  - Feudo del año - 1980, vs. Larry Zbyszko
  - Wrestling Observer Newsletter Hall of Fame

- World Wide Wrestling Federation / World Wrestling Federation / WWE
  - NWA WWWF / WWWF World Heavyweight Championship (2 Veces)
  - WWF International Tag Team Championship (2 veces) - con Dominic DeNucci (1) y Tony Marino (1)
  - WWWF United States Tag Team Championship (1 vez) - con Spiros Arion
  - WWE Hall of Fame (2013)

- Pro Wrestling Illustrated
  - Luchador del año (1974)[17]
  - PWI Lucha del año (1972) Battle Royal el 14 de enero, Los Ángeles, CA.
  - PWI Lucha del año (1975) vs Spiros Arion el 17 de marzo.
  - PWI Lucha del año (1976) vs Stan Hansen el 25 de junio.
  - PWI Lucha del año (1977) vs Billy Graham el 30 de abril.
  - PWI Lucha del el año (1980) vs Larry Zbyszko.
  - PWI Luchador más inspirador del año (1976)
  - Premio PWI Stanley Weston (1981)

 Otros campeonatos 
- Madison Square Garden Camino de la Fama